# A Republikanska futbolna grupa 1961-1962
La A Republikanska futbolna grupa 1961-1962 fu la 38ª edizione della massima serie del campionato di calcio bulgaro concluso con la vittoria del CSKA Septemvriysko zname Sofia, al suo dodicesimo titolo e nono consecutivo.
Capocannoniere del torneo furono Nikola Yordanov e Todor Diev, rispettivamente del Dunav Ruse e dello Spartak Plovdiv, con 23 reti.

## Formula
Come nella stagione precedente le squadre partecipanti furono 14 e disputarono un turno di andata e ritorno per un totale di ventisei partite.
In vista di un ampliamento nessuna squadra fu direttamente retrocessa: le ultime due classificate spareggiarono contro la terza e quarta della B RFG.
Le squadre ammesse alle coppe europee furono due: i campioni nazionali alla Coppa dei Campioni 1962-1963 e la vincitrice della Coppa di Bulgaria alla Coppa delle Coppe 1962-1963.

## Classifica finale
|    | Classifica                         | G  | V  | N  | P  | GF | GS | Dif | Pt |
| -- | ---------------------------------- | -- | -- | -- | -- | -- | -- | --- | -- |
| 1  | CSKA Septemvriysko zname Sofia (C) | 26 | 18 | 5  | 3  | 60 | 25 | +25 | 41 |
| 2  | Spartak Plovdiv                    | 26 | 13 | 9  | 4  | 55 | 35 | +20 | 35 |
| 3  | Levski-Spartak Sofia               | 26 | 12 | 6  | 8  | 46 | 37 | +9  | 30 |
| 4  | Trakia Plovdiv (CB)                | 26 | 8  | 11 | 7  | 43 | 38 | +5  | 27 |
| 5  | PFC Slavia Sofia                   | 26 | 10 | 7  | 9  | 45 | 40 | +5  | 27 |
| 6  | PFC Cherno More Varna              | 26 | 9  | 9  | 8  | 29 | 30 | -1  | 27 |
| 7  | PFC Lokomotiv Sofia                | 26 | 8  | 10 | 8  | 39 | 39 | 0   | 26 |
| 8  | PFC Spartak Pleven (N)             | 26 | 11 | 4  | 11 | 33 | 40 | -7  | 26 |
| 9  | PFC Beroe Stara Zagora             | 26 | 10 | 5  | 11 | 30 | 40 | -10 | 25 |
| 10 | Dunav Ruse                         | 26 | 8  | 8  | 10 | 40 | 40 | 0   | 24 |
| 11 | PFC Spartak Varna                  | 26 | 7  | 9  | 10 | 33 | 31 | +2  | 23 |
| 12 | PFC Lokomotiv Plovdiv (N)          | 26 | 7  | 7  | 12 | 24 | 35 | -11 | 21 |
| 13 | Krakra Pernishki Pernik            | 26 | 4  | 10 | 12 | 18 | 39 | -21 | 18 |
| 14 | PFC Marek Dupnica                  | 26 | 5  | 4  | 17 | 24 | 50 | -26 | 14 |

- (C) Campione nella stagione precedente
- (N) squadra neopromossa
- (CB) vince la Coppa nazionale

## Poule promozione-retrocessione
Alla fine della stagione regolare venne disputata una poule promozione-retrocessione, fra le ultime due squadre della prima divisione e le prime due della seconda. Le prime due classificate della poule ottengono la partecipazione alla prima divisione per la stagione successiva.
|   | Classifica                  | G | V | N | P | GF | GS | Dif | Pt |
| - | --------------------------- | - | - | - | - | -- | -- | --- | -- |
| 1 | PFC Marek Dupnica (A)       | 3 | 1 | 2 | 0 | 5  | 3  | +2  | 4  |
| 2 | PFC Dobrudzha Dobrich (B)   | 3 | 2 | 0 | 1 | 7  | 7  | 0   | 4  |
| 3 | Septemvri Sofia (B)         | 3 | 1 | 1 | 1 | 6  | 5  | +1  | 3  |
| 4 | Krakra Pernishki Pernik (A) | 3 | 0 | 1 | 2 | 3  | 6  | -3  | 1  |

### Verdetti
- CSKA Septemvriysko zname Sofia Campione di Bulgaria 1961-62.
- Krakra Pernishki Pernik retrocesso in B PFG.

### Qualificazioni alle Coppe europee
- Coppa dei Campioni 1962-1963: CSKA Septemvriysko zname Sofia qualificato.
- Coppa delle Coppe 1962-1963: Trakia Plovdiv qualificato.